# Létavka obecná
Létavka obecná, známá také jako šíronožka banánová (Polypedates leucomystax, syn. Hyla leucomystax a Rhacophorus leucomystax), je žába náležící do čeledi létavkovití (Rhacophoridae) a rodu Polypedates. Popsal ji Johann Ludwig Christian Gravenhorst roku 1829. Systematika ještě není plně objasněna; pravděpodobně se jedná o komplex kryptických druhů.

## Výskyt
Areál výskytu létavky obecné zahrnuje podle Mezinárodního svazu ochrany přírody jižní a jihovýchodní Asii, konkrétně severovýchodní Indii a Bangladéš (okrajově i Nepál), Čínu a areál výskytu dále sahá až po Malajské souostroví a Filipíny. Zavlečená populace se vyskytuje v Japonsku. Co se týče přirozeného prostředí, létavka obecná je velmi přizpůsobivá, lze ji najít jak v lesích, tak v blízkosti lidského osídlení, a to až do nadmořské výšky 1 500 m.

## Popis
Jedná se o malý až středně velký druh žáby, s délkou těla okolo 4 až 7,5 cm. U druhu je vyvinut pohlavní dimorfismus, samičky jsou se svými zhruba osmi centimetry délky větší než pěticentimetroví samci. Tělo je relativně štíhlé, středně velká hlava zakočená špičatým čenichem. Zbarvení je hnědé, se vzorkováním. Liší se na základě geografické polohy a může být jak skvrnité (Jáva), tak pruhované (Borneo, Malajský poloostrov), nebo žáby mohou vzor zcela postrádat (Bali).
Létavka obecná je aktivní během noci. Rozmnožování tohoto druhu probíhá v sušších částech areálu výskytu na začátku období dešťů, jinde i celoročně. Samci svým kvákáním od stojatých či pomalu tekoucích vod lákají samice, aby mohlo dojít ke spáření. Žáby se mohou pářit i celou noc. Samice klade 100 až 400 vajíček, která jsou uložena do pěnovitého hnízda umístěného nad vodní hladinou. Tato adaptace vajíčkům poskytuje vlhké prostředí a chrání je před potenciálními predátory. Z vajíček se v ochranném obalu vyvinou pulci, kteří dopadnou do vody, kde jejich vývoj pokračuje. Úplná přeměna na dospělce nastane asi za sedm týdnů.

## Ohrožení
Kvůli velké a stabilní populaci Mezinárodní svaz ochrany přírody považuje druh za málo dotčený, přestože by některé populace mohlo ohrozit používání chemických přípravků na hubení plevele či lapání žab pro obchod se zvířaty. Úmluva o mezinárodním obchodu s ohroženými druhy volně žijících živočichů a rostlin létavku obecnou nehodnotí.